# Bahía El Saco
El Saco es un cuerpo de agua en el este del país suramericano de Venezuela. Se trata de una bahía en la isla de San Pedro de Coche, en el Municipio Villalba del Estado Nueva Esparta, declarada refugio de fauna silvestre en agosto del 2021.
Al oeste de la Bahía se encuentra el Mar Caribe, mientras que al norte y al este se encuentra el litoral de la isla de Coche con un promontorio llamado Punta Conejo, justo al sur.
Una localidad cercana hacia el norte es El Bichar, mientras que Playa El Amor se encuentra muy cerca.